# وقت الأنغام
ميلودي تايم هو فيلم موسيقي أمريكي هجين عام 1948، وعاشر فيلم رسوم متحركة تم إصداره بطريقة مسرحية من إنتاج والت ديزني. تم إصداره للمسارح بواسطة RKO Radio Pictures في 27 مايو 1948. يتكون الفيلم من سبعة مقاطع تم تعيينها للموسيقى الشائعة والشعبية، مثل Make Mine Music قبلها، النسخة الموسيقية الشعبية لفانتازيا . كان ميلودي تايم ناجح رغم عدم تلبية الإنجازات الفنية لفانتازيا. إنه فيلم حزمة ديزني الخامس بعد Saludos Amigos و The Three Caballeros و Make Mine Music و Fun and Fancy Free .

## حبكة الفيلم ومعلومات أساسية عن أجزاءه
وفقًا لـ ديزني، فإن حبكة الفيلم هي كما يلي: «في التقليد الكبير لأعظم كلاسيكيات ديزني الموسيقية، مثل FANTASIA ، يتميز MELODY TIME بسبع قصص كلاسيكية، كل منها معززة بموسيقى عالية الروح وشخصيات لا تُنسى. . . [A] وليمة للعيون والأذنين [مليئة] بالذكاء والسحر... كلاسيكيات ديزني المبهجة بشيء للجميع». وصفت روز بيلسويك، في مراجعة نُشرت عام 1948 لصالح The News-Sentinel، تصف الفيلم بأنه «مغامرة في عالم الخيال المثير للفضول الذي تسكنه شخصيات الرسوم المتحركة في والت ديزني». ويوضح أيضًا أنه «مع قيام Buddy Clark بصوت خارج الشاشة بتقديم المقدمات، تشتمل الحلقات... على الفانتازيا والفولكلور وإيقاعات أمريكا الجنوبية والشعر والتهريجية». وصفت مراجعة عام 1948 من قبل Pittsburgh Post-Gazette ذلك بأنه «مزيج من الخيال والتجريد والتشبيه والموسيقى واللون والحركة».
أوجزت القصص السبع «الموسيقية المصغرة» 

### ذات مرة في فصل الشتاء
هذا الجزء من «مانسلي» يعرض فرانسيس لانجفورد وهو يغني أغنية العنوان عن اثنين من عشاق الرومانسية الشباب في أحد أيام الشتاء في ديسمبر، خلال أواخر القرن التاسع عشر. تم تسمية العشاق جيني وجو (على عكس معظم رسوم ديزني، لم يكن هناك حوار بين جيني وجو في هذا الكارتون). يستعرض جو على الجليد من أجل حبيبته جيني، ويترتب على ذلك وقوع مأساة قريبة وإنقاذ في الوقت المناسب. بينما يترابط هذا مع زوج أرنب مشابه لهم. مثل العديد من المقاطع الأخرى من هذه الحزمة، تم إصدار فيلم Once Upon a Wintertime لاحقًا بشكل مسرحي كفيلم قصير، في هذه الحالة في 17 سبتمبر 1954. تظهر مقاطع من بداية ونهاية هذا المقطع القصير الذي يظهر مزلقة تجرها الخيول (جنبًا إلى جنب مع Carfaces وخيولهم الزرقاء) في أغاني عيد الميلاد المجيد من ديزني، والتي تعد جزءًا من أغاني Sing Along Songs من ديزني، كأغنية لخلفية لمقطع. «جنغل بلز» (كما تنتمي أيضًا إلى Carfaces وخيولهم الزرقاء).

### طنين بوجي
يقدم هذا الجزء معركة سريالية على نحلة طنانة وحيدة بينما تحاول الهروب من الهيجان البصري والموسيقي. الموسيقى مقدمة من فريدي مارتن وأوركسترا له (مع جاك فينا يعزف على البيانو) وهي نوع مختلف من موسيقى الجاز المتأرجحة لفرقة ريمسكي كورساكوف Flight of the Bumblebee ، والتي كانت واحدة من العديد من المقطوعات التي تم اعتبارها لتضمينها في فانتازيا .

### أسطورة جوني أبلسيد
هذا الجزء هو إعادة سرد لقصة جون تشابمان، الذي قضى معظم حياته يتجول في الغرب الأوسط للولايات المتحدة (بشكل رئيسي في أوهايو وإنديانا) في أيام الاستطلاع، ويزرع أشجار التفاح، كما نشر المسيحية. وبالتالي كسب لقبه الشهير يروي دينيس داي (بصفته «مستوطنًا قديمًا يعرف جوني جيدًا») ويقدم أصوات كل من جوني وملاكه الحارس. تم إصدار هذا الجزء بشكل مستقل في 25 ديسمبر 1955 باسم جوني أبلسيد . يبلغ مدة عرض المقطع «17 دقيقة [مما يجعله] ثاني أطول مقطع في الفيلم». قبل أن يتم تعديله كمقطع واحد في ميلودي تايم ، خُلدت قصة جوني أبلسيد «أولاً حول نيران المخيمات»، ثم تحولت لاحقًا إلى «نموذج القصص القصيرة».

### توت الصغير
يستند هذا الجزء إلى قصة Little Toot التي كتبها هاردي غراماتكي، حيث أراد بطل الرواية، وهو زورق سحب صغير في مدينة نيويورك، أن يكون مثل والده توت الكبير، ولكن المشاكل تحيط به. تقدم الأخوات أندروز الغناء. يظهر مقطع من Little Toot بإيجاز في أغنية «الصداقة» على Disney Sing Along Songs Volume Friend Like Me . كما ظهرت في Sing Me a Story with Belle.

### الأشجار
يتضمن هذا الجزء تلاوة قصيدة «الأشجار» عام 1913 لجويس كيلمر وموسيقى لأوسكار راسباخ يؤديها فريد وارينج والبنسلفانيون مع الإعداد الغنائي المصاحب للرسوم المتحركة للمشاهد الريفية التي تُعرَض خلال تغير الفصول.
للحفاظ على مظهر الرسومات التخطيطية للقصة الأصلية، ابتكر الفنان التخطيطي كين أوكونور فكرة استخدام السلاسل المصقولة وعرض صور الباستيل مباشرة على شريحة. قبل أن يتم تصويره، تم تصفيح كل الشرلئح بالطلاء الشفاف لحماية الباستيل. كانت النتيجة مذهلة في عالم الرسوم المتحركة.

### إلقاء اللوم على سامبا
في هذا الجزء التقى دونالد داك وخوسيه كاريوكا بطائر الأراكو، الذي يعرفهم على ملذات السامبا. الموسيقى المصاحبة من عام 1914 وهي polka Apanhei-te Cavaquinho لإرنستو الناصرة، مضافة بكلمات إنجليزية. تقدم The Dinning Sisters الأصوات بينما تظهر عازفة الأرغن إثيل سميث في دور الحركة الحية.

### بيكوس بيل
الجزء الأخير من الفيلم يدور حول بطل تكساس الشهير بيكوس بيل. نشأ على يد ذئب البراري وأصبح فيما بعد أشهر وأفضل رعاة بقر على الإطلاق. كما أنه يبرز حصانه Widowmaker، ويسرد الرومانسية المشؤومة بين بيل وراعية البقر الجميلة التي تدعى Slue Foot Sue، التي يقع في حبها من النظرة الأولى. سرد القصة يظهر روي روجرز، وبوب نولان، وتريغر، وأبناء الرواد الذين يروون القصة لبوبي دريسكول ولوانا باتن في إطار قصة حية. تم تحرير هذا الجزء لاحقًا في إصدار فيديو NTSC للفيلم (باستثناء إصدار PAL) لإزالة جميع الأجزاء مع بيل وهو يدخن سيجارة ومشهد الإعصار بأكمله تقريباً مع قيام بيل بتدوير سيجارته وإشعالها بواسطة صاعقة. تمت استعادة كل من مشهدي السيجارة والإعصار عندما تم إصدار الفيلم على Disney + . بإجمالي وقت تشغيل يبلغ «22 دقيقة، على أنه أطول جزء».

## طاقم التمثيل
طاقم التمثيل مُدرج أدناه:
- روي روجرز - نفسه؛ راوي؛ سنجر (بيكوس بيل)
- Trigger ، أذكى حصان في الأفلام - هو نفسه
- يوم دينيس - الراوي. مغني الشخصيات (جوني أبلسيد)
- الأخوات أندروز - المغنيات (توت الصغير) [20]
- فريد وارنج والبنسلفانيان - مغنون (الأشجار)
- فريدي مارتن - ملحن موسيقى (طنين بوجي)
- إثيل سميث - عازف الأورغن (إلقاء اللوم على السامبا)
- فرانسيس لانجفورد - مغني (ذات مرة في فصل الشتاء)
- الأصدقاء كلارك - مغني؛ راوي
- بوب نولان - نفسه؛ مغني الراوي (بيكوس بيل)
- أبناء الرواد - أنفسهم؛ مطربين الرواة (بيكوس بيل)
- راهبات العشاء - المطربات (اللوم على السامبا)
- بوبي دريسكول - نفسه (بيل بيكوس)
- لوانا باتن - نفسها (بيل بيكوس)

| ذات مرة في فصل الشتاء   | طنين بوجي                 | جوني أبلسيد | توت الصغير              | الأشجار                           | إلقاء اللوم على سامبا              | بيكوس بيل                                                 |
| ----------------------- | ------------------------- | ----------- | ----------------------- | --------------------------------- | ---------------------------------- | --------------------------------------------------------- |
| فرانسيس لانجفورد (مغني) | فريدي مارتن (مؤلف موسيقى) | يوم دينيس   | الأخوات أندروز (مغنيات) | فريد وارنج وأهل بنسلفانيا (مغنون) | إثيل سميث والأخوات العشاء (مغنيات) | روي روجرز (مغني)، أبناء الرواد (مطربين)، بوب نولان (مغني) |

## الأغاني
كانت جميع الأغاني في ميلودي تايم «تستند إلى حد كبير (في ذلك الوقت) حول الموسيقى المعاصرة والعروض الموسيقية». تم اختيار أغنية Blue Shadows on the Trail من قبل الكتاب الغربيين في أمريكا كواحدة من أفضل 100 أغنية غربية في كل العصور.
| #  | عنوان                       | المدة |
| -- | --------------------------- | ----- |
| 1. | "Melody Time"               |       |
| 2. | "Once Upon a Wintertime"    |       |
| 3. | "Bumble Boogie"             |       |
| 4. | "Johnny Appleseed"          |       |
| 5. | "Little Toot"               |       |
| 6. | "Trees"                     |       |
| 7. | "Blame It on the Samba"     |       |
| 8. | "Pecos Bill"                |       |
| 9. | "Blue Shadows on the Trail" |       |

## الإصدار
في أواخر عام 1947، أعلن ديزني أنه سيطلق «إعادة تجميع رسوم متحركة مختلفة في الاستوديو الخاص به تحت عنوانين، ميلودي تايم واثنين من الشخصيات الخرافية»، سيصدر في أغسطس 1948 و 1949 على التوالي. انتهى الأمر بإطلاق «ميلودي تايم» قبل بضعة أشهر مما كان مخططا له في مايو.
يعتبر فيلم "ميلودي تايم" آخر مجموعة مختارات من إنتاج استوديوهات والت ديزني للرسوم المتحركة (الفيلم التالي الذي سيصدر كان مغامرات إيكابود والسيد تود ، والذي تضمن قصتين). كانت ميزات الحزمة هذه "مجموعات أفلام قصيرة غير معروفة أنتجتها ديزني وأصدرتها كأفلام روائية خلال الحرب العالمية الثانية". كانت انتاجات غير مكلفة من الناحية الفنية والمادية تهدف إلى تحقيق الأرباح [للسماح للاستوديو] بالعودة إلى شكل ميزة السرد الفردي للحكاية الخيالية"، وهو مسعى أكملوه بنجاح بعد ذلك بعامين مع سندريلا. في حين أن المقاطع القصيرة "تختلف في مدتها وشكلها وأسلوبها"، لكن الخيط المشترك في جميعها هو أن كل منها "مصحوبة بأغنية من الموسيقيين والمغنيين في الأربعينيات"  - الموسيقى الشعبية والفلكلورية. هذا يميزها عن فانتازيا ذات البنية المماثلة، والتي تم تعيين مقاطعها على الموسيقى الكلاسيكية بدلاً من ذلك. على عكس Fun and Fancy Free، الذي ارتبطت قصته بحكايات Bongo و Mickey and the Beanstalk، في هذا الفيلم "أطلق Walt Disney العنان لرسامي الرسوم المتحركة وسحرة الألوان الخاصة به".
كان ميلودي تايم هو الفيلم الأخير الذي شاركت فيه الأخوات أندروز. غنوا طوال الجزء الذي استمر 10 دقائق والمعروف باسم Little Toot . وقالت ماكسين، عضوة أندروز سيسترز: «لقد كانت تجربة رائعة. كان لديهم القصة كاملة على حائط الأستديو بشكل صورة. لعب اثنان من مؤلفي الأغاني النوتة الموسيقية وشرحها لنا والت ديزني. كان شيئًا جديدًا لديزني. غنينا الحكاية. كان العمل مع ديزني مثيرًا للغاية - فقد كان رجلاً نبيلًا».
ممثلا المشاهد المفضلين لديزني بوبي دريسكول ولوانا باتن، اللذان قاما بدور البطولة في Song of the South و So Dear to My Heart، يظهران في الجزء الأخير كطفلان يسمعا قصة بيكوس بيل (.
كان "ميلودي تايم " آخر فيلم روائي يضم "دونالد داك" و "خوسيه كاريوكا" إلى حين عام 1988 عندما شاركوا في فيلم " Who Framed Roger Rabbit" 

## الإطلاق
صدر الفيلم اولًا في الولايات المتحدة والبرازيل والأرجنتين عام 1948، وفي عام 1949 في أستراليا، وفي عام 1950 في المكسيك وأوروغواي. وصدر تواليًأ من ديسمبر 1948 بداية من (المملكة المتحدة) إلى 15 سبتمبر 1954 نهاية إلى (الدنمارك) حيث صدر الفيلم في جميع أنحاء أوروبا. اشتهر الفيلم بمجموعة متنوعة من الأسماء بما في ذلك Време за музика في بلغاريا، كوكتيل ميلودي في فرنسا، موسيك، تانز أند إيقاع في ألمانيا، و Säveltuokio في فنلندا.
أصدرت ديزني لاحقًا فيلمًا بعنوان Music Land، وهو فيلم من تسعة أجزاء «تم فيها تجديد أجزاء كل من Make Mine Music و Melody Time من جديد». خمسة اختيارات كانت من Melody Time بينما كان الآخر هو Two For the Record ، والذي يتكون من جزأين تم إنتاجهما تحت توجيه Benny Goodman.
لم يكن ميلودي تايم رائجًا حتى عام 1998 (بعد 50 عامًا من إطلاقه الأولي)، ظل «واحدًا من نوادر الرسوم المتحركة لديزني التي إلى الآن لم يتم إصدارها بعد على شريط فيديو». بعض المقاطع «أعيد إصدارها باعتبارها مميزة»، مثل «ذات مرة في فصل الشتاء» فقد تم «ادراجه في مجموعات أفلام كارتون ديزني الأخرى».

### وسائل الإعلام الرئيسية
تم إصدار Melody Time لأول مرة في 25 يناير 1987، في اليابان، على Laserdisc، ثم على VHS في 2 يونيو 1998، تحت عنوان Walt Disney Masterpiece Collection .
قبل عرض الفيديو المنزلي لأول مرة في عام 1998 في الولايات المتحدة، في جزء من مجموعة Walt Disney Masterpiece ، ظهر مرة واحدة في فصل الشتاء على VHS ، A Walt Disney Christmas Little Toot على Storybook Classics ،Blame it on the Samba ,The Wonderful World ديزني: Music for Everybody و Pecos Bill on the American Heroes VHS مقترنة مع Paul Bunyan .
كان آخر إصدار لها في 6 يونيو 2000، على VHS وDVD كجزء من مجموعة Walt Disney Gold Classic Collection . ومع ذلك، تمت إزالة جميع مشاهد التدخين في مقطع Pecos Bill. على عكس الحال في المملكة المتحدة منطقة 2 DVD حيث لا يتم تغييره. في Disney + ، تم ترك مشاهد التدخين كما هي لأول مرة منذ 70 عامًا.بعد ذلك تم إصدار نفس المشاهد البذيئة على Blu-ray لأول مرة على الإطلاق، حصريًا لـ Disney Movie Club في 2 نوفمبر 2021.
يحتوي قرص DVD على ميزات إضافية في شكل الرسوم المتحركة الثلاثة التالية: Casey Bats Again و Lambert the Sheepish Lion و Donald Applecore . 

### التسويق
كانت عبارات الفيلم الوصفية هي: "For Your All-Time Good Time!"، «7 أغاني رائعة! 11 نجمًا موسيقيًا!»، و «الكوميديا الموسيقية الجديدة الرائعة لوالت ديزني».
تشمل العناصر القابلة للتحصيل للفيلم الكتب والأشكال والملصقات.

## الاستقبال

### الاستقبال النقدي